# Eddie Anderson
Pour les articles homonymes, voir Anderson.
Eddie Anderson est un acteur américain, connu aussi sous le nom de Eddie "Rochester" Anderson né le 18 septembre 1905 à Oakland, Californie (États-Unis), mort le 28 février 1977 à Los Angeles (Californie).

## Filmographie
- 1932 : What Price Hollywood? de George Cukor : James
- 1932 : Hat Check Girl de Sidney Lanfield : Walter
- 1932 : False Faces de Lowell Sherman : Chauffeur
- 1933 : Billion Dollar Scandal de Harry Joe Brown
- 1933 : From Hell to Heaven d'Erle C. Kenton
- 1933 : Terror Aboard de Paul Sloane
- 1933 : I Love That Man de Harry Joe Brown : Charlie
- 1934 : La Métisse (Behold My Wife) de Mitchell Leisen : Chauffeur
- 1934 : La Joyeuse Fiancée (The Gay Bride) de Jack Conway : Cireur de chaussures
- 1935 : Transient Lady d'Edward Buzzell
- 1935 : His Night Out
- 1936 : La musique vient par ici (The Music Goes 'Round) de Victor Schertzinger : Lucifer
- 1936 : Show Boat de James Whale
- 1936 : Les Verts Pâturages (The Green Pastures) de Marc Connelly et William Keighley : Noah
- 1936 : Star for a Night de Lewis Seiler
- 1936 : Two in a Crowd d'Alfred E. Green : Swipe
- 1936 : Three Men on a Horse (en) de Mervyn LeRoy
- 1936 : Rainbow on the River (en) de Kurt Neumann : Docteur
- 1936 : Mysterious Crossing (en) d'Arthur Lubin
- 1937 : L'Amour en première page (Love Is News) de Tay Garnett
- 1937 : Bill Cracks Down (en) de William Nigh : Chauffeur
- 1937 : When Love Is Young d'Hal Mohr
- 1937 : Melody for Two de Louis King : Exodus Johnson
- 1937 : Public Wedding de Nick Grinde
- 1937 : White Bondage de Nick Grinde : Glory
- 1937 : Reported Missing de Milton Carruth
- 1937 : One Mile from Heaven d'Allan Dwan : Henry Bangs
- 1937 : Wake Up and Live (en) de Sidney Lanfield
- 1937 : On Such a Night (en) de Ewald André Dupont : Henry Clay
- 1937 : Over the Goal de Noel M. Smith : William
- 1938 : Reckless Living (en) de Frank McDonald
- 1938 : L'Insoumise (Jezebel) de William Wyler
- 1938 : Chercheuses d'or à Paris (Gold Diggers in Paris) de Ray Enright et Busby Berkeley
- 1938 : Strange Faces d'Errol Taggart : William
- 1938 : Vous ne l'emporterez pas avec vous (You Can't Take It with You) de Frank Capra : Donald
- 1938 : Exposed d'Harold D. Schuster : William
- 1938 : Thanks for the Memory de George Archainbaud : Le concierge
- 1938 : Kentucky de David Butler : Groom
- 1938 : Le Cavalier errant (Going Places) de Ray Enright : George, un Groom
- 1939 : Honolulu d'Edward Buzzell : Washington
- 1939 : Le Cirque en folie (You Can’t Cheat an Honest Man) de George Marshall
- 1939 : Le Châtiment (You Can't Get Away with Murder) de Lewis Seiler : Sam
- 1939 : L'Irrésistible Monsieur Bob (Man about Town) de Mark Sandrich : Rochester
- 1939 : Autant en emporte le vent (Gone with the Wind) de Victor Fleming : Oncle Peter
- 1940 : Buck Benny Rides Again (en) de Mark Sandrich : Rochester Van Jones
- 1940 : Le Rêve de Pluto (Pluto's Dream House) : Génie (voix)
- 1940 : Drums of the Desert (en) de George Waggner : Sergent
- 1940 : Love Thy Neighbor (en) de Mark Sandrich : Rochester
- 1941 : Le Retour de Topper (Topper Returns) de Roy Del Ruth : Eddie, le Chauffeur
- 1941 : Vedette à tout prix (Kiss the Boys Goodbye) de Victor Schertzinger : George
- 1941 : Birth of the Blues de Victor Schertzinger : Louey
- 1942 : Six Destins (Tales of Manhattan) de Julien Duvivier : Rev. Lazarus
- 1943 : Calling All Kids (en) de Sam Baerwitz : Buckwheat (voix)
- 1943 : The Meanest Man in the World de Sidney Lanfield : Shufro
- 1943 : Un peti coin aux cieux (Cabin in the Sky) de Vincente Minnelli : Joseph 'Little Joe' Jackson
- 1943 : What's Buzzin', Cousin? (en) de Charles Barton : Rochester
- 1944 : Broadway Rhythm de Roy Del Ruth : Eddie
- 1945 : Les Millions de Brewster (Brewster's Millions) d'Allan Dwan : Jackson
- 1945 : I Love a Bandleader de Del Lord : Newton H. Newton
- 1945 : The Sailor Takes a Wife (en) : Harry
- 1946 : Le Vantard (en) (The Show-Off) de Harry Beaumont : Eddie
- 1949 : The Jack Benny Program (TV) : Rochester
- 1953 : Christmas with the Stars (TV)
- 1959 : Dans la peau d'une souris (The Mouse That Jack Built) de Robert McKimson : Rochester (voix)
- 1963 : Un monde fou, fou, fou, fou (It's a Mad Mad Mad Mad World) de Stanley Kramer
- 1970 : Les Harlem Globetrotters (série télévisée d'animation) (série TV) : Bobby Joe Mason (voix)